# Tarantino (taal)

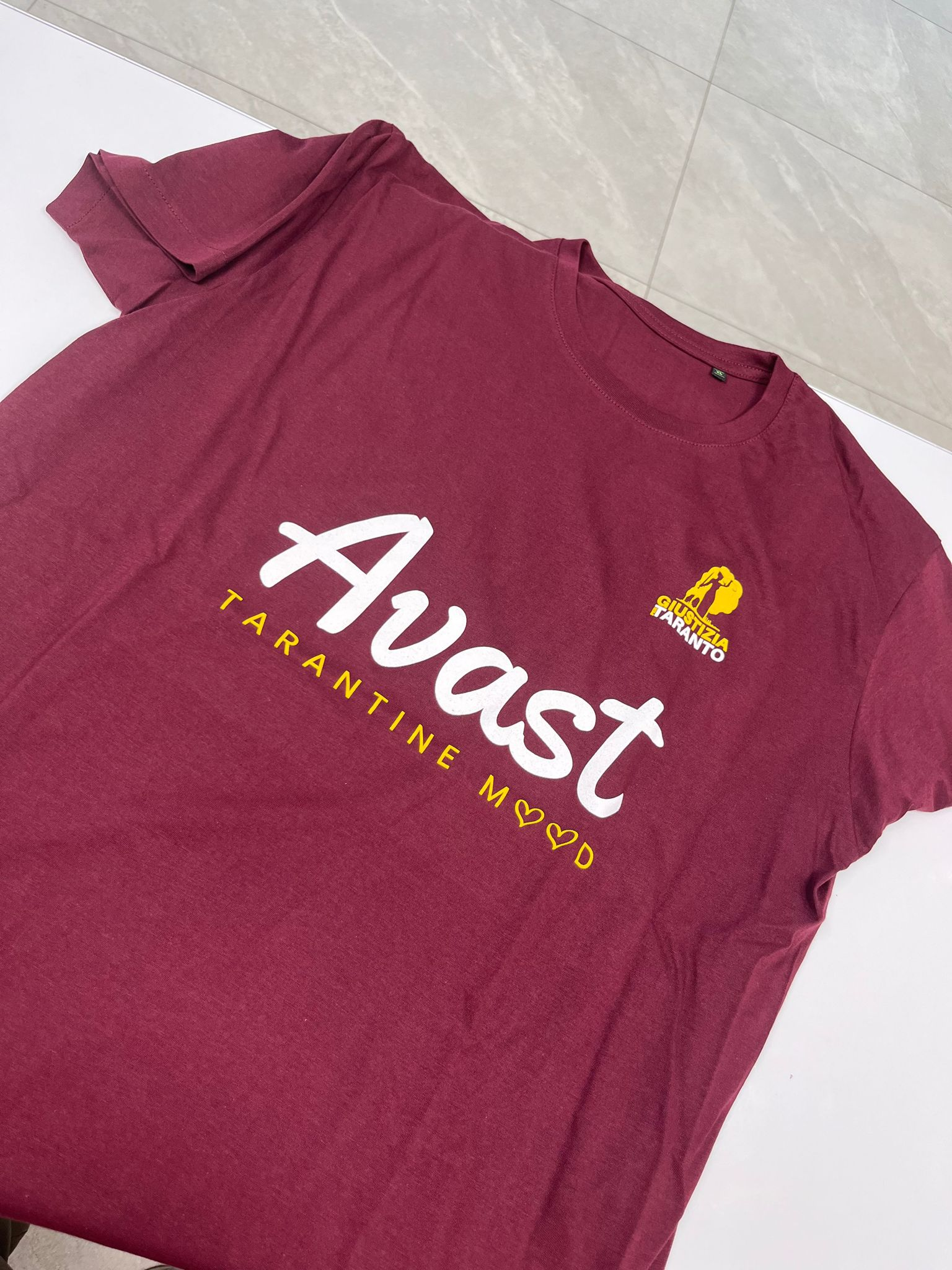
Communicatie via dialect in Taranto

Tarantino is een taal die wordt gesproken in de zuidoostelijke Italiaanse regio Apulia. De meeste wonen in Tarente. De taal wordt ook door immigranten in Amerika gesproken, voornamelijk in Californië. Taranto heeft veel weg van het Italiaans en Siciliaans.

## Grammatica

### Persoonlijke voornaamwoorden
De persoonlijke voornaamwoorden zijn als volgt:
| Persoon                           | Onderwerp | Lijdend voorwerp | Meewerkend voorwerp | Wederkerend voornaamwoord |
| --------------------------------- | --------- | ---------------- | ------------------- | ------------------------- |
| 1e persoon enkelvoud              | ije       | me               | méje                | me                        |
| 2e persoon enkelvoud              | tune      | te               | téje                | te                        |
| 3e persoon enkelvoud (mannelijk)  | jidde     | le               | jidde               | se                        |
| 3e persoon enkelvoud (vrouwelijk) | jèdde     | le               | jèdde               | se                        |
| 1e persoon meervoud               | nuje      | ne               | nuje                | ne                        |
| 2e persoon meervoud               | vuje      | ve               | vuje                | ve                        |
| 3e persoon meervoud               | lóre      | le               | lóre                | se                        |
| neutraal                          | se        |                  |                     | se                        |

### Bezittelijke voornaamwoorden
De bezittelijke voornaamwoorden zijn als volgt:
| Persoon              | Mannelijk enkelvoud | Vrouwelijk enkelvoud | Meervoud  | Onbeklemtoond |
| -------------------- | ------------------- | -------------------- | --------- | ------------- |
| 1e persoon enkelvoud | mije                | méje                 | mije      | me            |
| 2e persoon enkelvoud | tuje/tuve           | toje/tove            | tuje/tuve | te            |
| 3e persoon enkelvoud | suje/suve           | soje/sove            | suje/suve | se            |
| 1e persoon meervoud  | nuèstre             | nostre               | nuèstre   |               |
| 2e persoon meervoud  | vuèstre             | vostre               | vuèstre   |               |
| 3e persoon meervoud  | lòre                | lòre                 | lòre      | se            |